# The Bitch Is Back
"The Bitch is Back" - utwór Eltona Johna ze słowami Berniego Taupina. Był to drugi singiel promujący wydany w 1974 roku album Caribou. W USA doszedł do numeru 4, a w Wielkiej Brytanii do 15.
Piosenka dwukrotnie została nagrana z Tiną Turner: na jej album Rough z 1978 i ponownie na album Eltona z 1991 zatytułowanego Two Rooms. Turner zaśpiewała piosenkę także na jednym ze swych koncertów późnym 1970, a także z Eltonem Johnem na gali VH1 Fashion and Music Awards w 1995 oraz VH1 Divas Live '99.
Inspiracją do napisania słów do tej piosenki była ówczesna żona Berniego Taupina. Oryginalnie utwór został napisany w tonacji As-dur, lecz dziś Elton wykonuje go pół tonu niżej. Saksofon pojawiający się w środku jest najczęściej zastępowany przez syntezatory, podobnie jak solo gitarowe.